# Porta di Spalato
La Porta di Spalato, Porte di Spalato, Bocca di Spalato, stretto delle porte di Spalato o in passato anche Porte di Spalatro dal nome dalmatico della località (in croato Splitska vrata) è uno stretto del mare Adriatico che si trova a sud di Spalato tra le isole di Solta e Brazza, in Croazia, nella regione spalatino-dalmata.

## Geografia
Lo stretto, che divide le isole di Solta e Brazza, mette in comunicazione il canale di Spalato (Splitski kanal) con il mare aperto e, pur avendo un'ampiezza minima di circa 740 m, è punto di transito per le imbarcazioni dirette al porto di Spalato; il canale di Solta, ben più ampio, collega anch'esso il canale di Spalato con il mare aperto ma è pericoloso per le sue secche e il vento di bora. La linea immaginaria che collega la Porta di Spalato con l'omonima città segna il confine tra il canale di Brazza (Brački kanal) e il canale di Spalato. 
La larghezza minima dello stretto si trova tra punta Liuca (rt Livka), l'estremità sud-est di Solta e il promontorio di monte Telegrafo (Zaglav) che sovrasta lo stretto e che termina in punta Zagla (rt Zaglav). 
Il passaggio del canale è segnalato dai fari di punta Liuca, quello di punta Speo (rt Ražanj), a sud-ovest di Brazza, costruito nel 1874, e quello dell'isoletta di Smerduglia che si trova sul lato orientale dell'ingresso nord. Due insenature adatte all'ancoraggio sono adiacenti allo stretto: valle Liuca (uvala Livka), compresa tra punta Zappa (rt Motika) e la sunnominata punta Liuca, e porto Milna (luka Milna) a est di punta Zagla.

## Isole del canale
- Smerduglia (Mrduja), 480 m[10] a nord di punta Zagla.

### Cartografia
- (HR) Mappa topografica della Croazia 1:25000, su preglednik.arkod.hr. URL consultato il 13 settembre 2017.
- G. Giani, Carta prospettiva delle Comuni censuarie della Dalmazia, fogli 8 e 9, 1839. Fondo Miscellanea cartografica catastale, Archivio di Stato di Trieste.
- Carta di cabottaggio del mare Adriatico, foglio IX, Milano, Istituto geografico militare, 1822-1824. URL consultato il 18 settembre 2017 (archiviato dall'url originale il 13 aprile 2013).